# Ifs (Calvados)
Ifs é uma comuna francesa na região administrativa da Normandia, no departamento Calvados. Estende-se por uma área de 9,06 km². Em 2010 a comuna tinha 11 761 habitantes (densidade: 1 298,1 hab./km²).